# Bryan Ferry

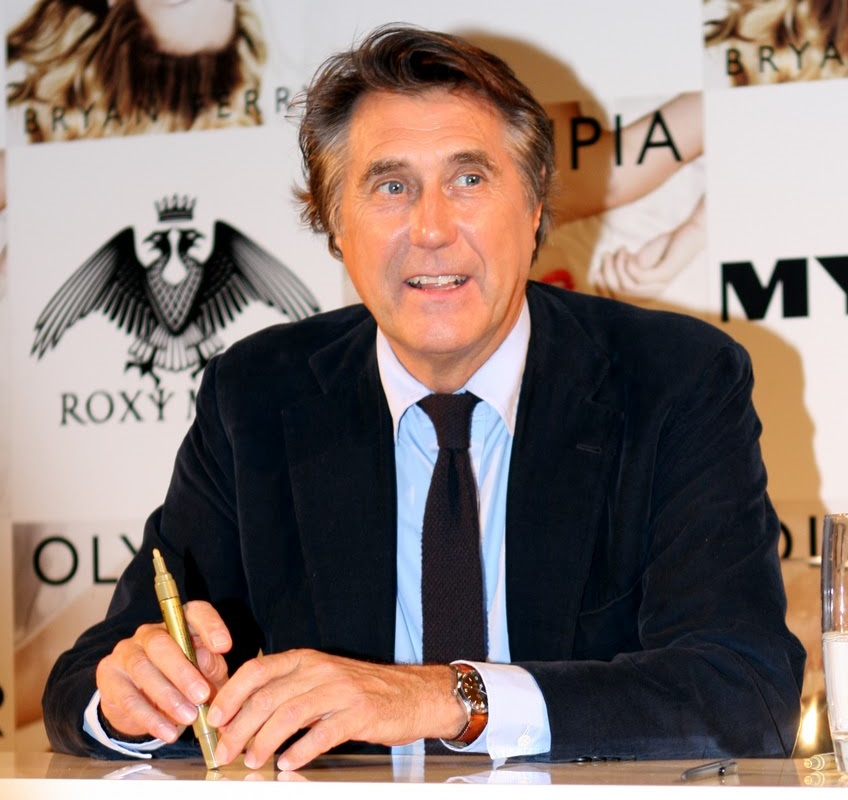
Bryan Ferry (2011)

Bryan Ferry, CBE (* 26. September 1945 in Washington, England) ist ein britischer Sänger und Songschreiber. Bekannt wurde er in den 1970er Jahren als Gründungsmitglied und Sänger der Artrock-Band Roxy Music und für seinen vibratolastigen Gesang. Zudem galt er durch Kleidung und Auftreten als eine einflussreiche Stilikone dieser Zeit. Als Solokünstler gelangen ihm später noch mehrere Alben- und Single-Erfolge (darunter Slave to Love, 1985).

## Leben

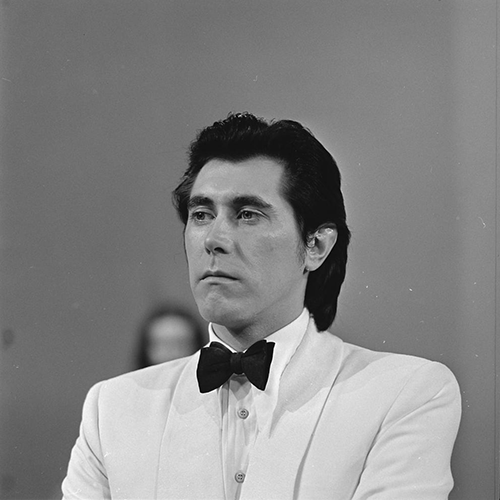
Bryan Ferry (1973)

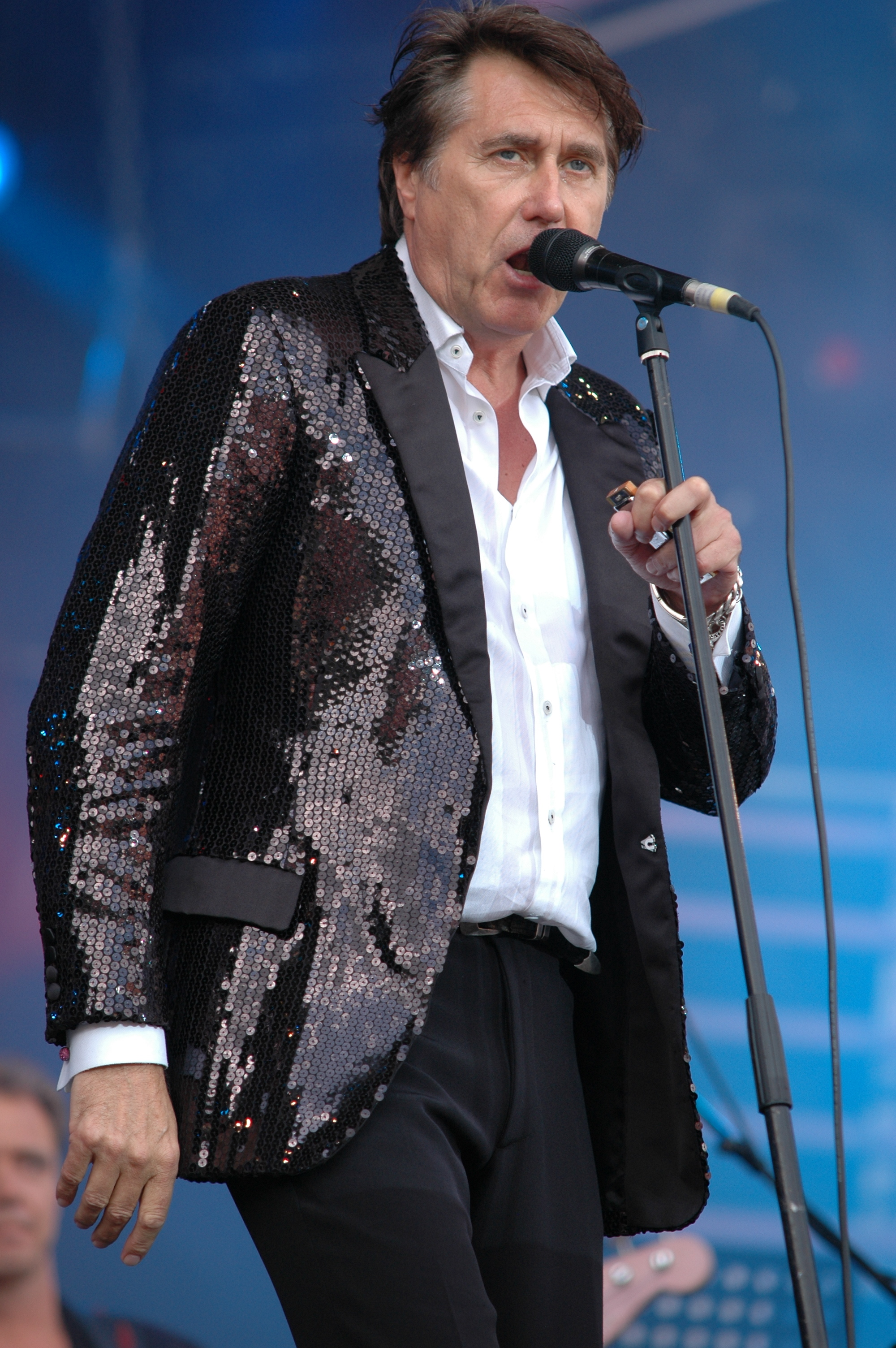
Bryan Ferry (2007)

Der Sohn eines Bergarbeiters studierte Kunst an der Newcastle University. Bereits während dieser Zeit galt seine Liebe dem R&B und der Soul- sowie Popmusik (Motown), weshalb er sich mit der Band „Gas Board“ zusammentat. Nach Tätigkeiten als Kraftfahrer und Restaurator arbeitete Bryan Ferry als Kunstlehrer an einer Mädchenschule in London, verfolgte dabei aber immer eine Musikerkarriere. Er gründete 1971 mit Freunden und Bekannten (unter anderem Brian Eno) die Gruppe Roxy Music.
Ab 1973 strebte Ferry parallel auch eine Solokarriere an und spezialisierte sich anfangs auf Coverversionen bekannter Lieder. Er griff dabei gerne Evergreens aus den 1930er-Jahren auf und verlieh den Stücken seine eigene psychologische oder sozialkritische Komponente (The ‘In’ Crowd, You Are My Sunshine). Zunehmend kam er in den Ruf eines eleganten Rock-Rebellen. Vor allem seine ersten beiden Alben These Foolish Things und Another Time, Another Place enthielten fast ausschließlich Coverversionen bekannter Stücke wie Sympathy for the Devil (The Rolling Stones) oder Smoke Gets in Your Eyes. Die Coverversion des Bob-Dylan-Klassikers A Hard Rain’s A-Gonna Fall bescherte ihm seinen ersten Hit als Solist. Erst nach der vorübergehenden Trennung von Roxy Music präsentierte Ferry mit In Your Mind sein erstes Album mit ausschließlich eigenen Kompositionen. Das Musikmagazin Sounds lobte die „vitale, aufregende und explosive Mischung“ aus hartem Rock ’n’ Roll sowie Soul- und Rhythm-and-Blues-Anklängen. Bryan Ferry wurde von der Fachpresse von da an auch als Solist wahrgenommen. Auf der LP The Bride Stripped Bare mischte er hingegen wieder Coverversionen von zum Beispiel The Velvet Underground (What Goes On) oder Sam & Dave (Hold On I’m Coming) mit eigenen Songs. 1978 fanden Roxy Music wieder zusammen und erzielten bis 1982 neue Erfolge.
Nach der Auflösung von Roxy Music im Jahre 1983 veröffentlichte Ferry 1985 mit der LP Boys and Girls (UK Platz 1, DE Platz 9), einem perfekten und filigran ausgearbeiteten Pop-Album, seine bis dahin erfolgreichste Arbeit als Solokünstler. Das Album enthielt zudem die Hits Slave to Love und Don’t Stop the Dance. Diesen Erfolg konnte Ferry 1987 mit dem Album Bête Noire (UK Platz 9) und der Single The Right Stuff annähernd wiederholen. Das Angebot, den später durch Simple Minds bekannten Song Don’t You (Forget About Me) zu singen, lehnte er ab. Nach einer ausgedehnten Tournee 1988/89 verschwand Ferry für fünf Jahre aus der Öffentlichkeit. Erst im Frühjahr 1993 meldete er sich mit dem Album Taxi zurück, auf dem er erneut Coverversionen bekannter Songs wie I Put a Spell on You von Screamin’ Jay Hawkins bot. Die Fachpresse zeigte sich darüber enttäuscht. 1999 interpretierte er Titel der Swing-Ära mit Musikern des Pasadena Roof Orchestra. Für die Fernsehserie Babylon Berlin wurden einige Titel neu aufgenommen.
Bryan Ferry war 2006 das Gesicht einer Modekampagne für das britische Modehaus Marks & Spencer.

## Privates
Von 1975 bis 1977 war Ferry mit dem Model Jerry Hall liiert und verlobt. Hall ist das Covergirl auf dem Album Siren von Roxy Music. Sie lernten sich während der Aufnahmen kennen. Auch im für Ferrys dritte Solo-Platte, benannt nach dem Titelstück Let’s Stick Together gedrehten Videoclip, ist Hall zu sehen. Die Trennung von Hall, die ihn wegen des Rolling-Stones-Frontmanns Mick Jagger verließ, verarbeitete er unter anderem in seinem Soloalbum The Bride Stripped Bare. Bryan Ferry war ab 1982 mit Lucy Helmore verheiratet, mit der er vier Söhne hat. Im Jahre 2003 wurde das Paar geschieden. 
Während der Tournee 2001 lernte Bryan Ferry die fünfundzwanzigjährige Tänzerin Katie Turner kennen, von der er sich aber 2008 trennte, da sie Kinder wollte, er aber nicht. Am 4. Januar 2012 heiratete Ferry die Britin Amanda Sheppard, mit der er seit 2009 zusammen war. Amanda ist 36 Jahre jünger als er und stammt aus dem Freundeskreis seiner Söhne. Die Ehe wurde im Frühjahr 2014 wieder geschieden.
Im Jahr 2000 entkam Ferry nur knapp einer Flugzeugkatastrophe in Kenia. Ein Mann hatte das Flugzeug in seine Gewalt gebracht, konnte aber beim Sturzflug noch überwältigt werden. 
Am 11. Juni 2011 wurde er von Königin Elisabeth II. mit dem Titel Commander of the British Empire ausgezeichnet.

## Diskografie

### Studioalben
| Jahr | Titel                      | Höchstplatzierung, Gesamtwochen, AuszeichnungChartplatzierungen (Jahr, Titel, Platzierungen, Wochen, Auszeichnungen, Anmerkungen) | Höchstplatzierung, Gesamtwochen, AuszeichnungChartplatzierungen (Jahr, Titel, Platzierungen, Wochen, Auszeichnungen, Anmerkungen) | Höchstplatzierung, Gesamtwochen, AuszeichnungChartplatzierungen (Jahr, Titel, Platzierungen, Wochen, Auszeichnungen, Anmerkungen) | Höchstplatzierung, Gesamtwochen, AuszeichnungChartplatzierungen (Jahr, Titel, Platzierungen, Wochen, Auszeichnungen, Anmerkungen) | Höchstplatzierung, Gesamtwochen, AuszeichnungChartplatzierungen (Jahr, Titel, Platzierungen, Wochen, Auszeichnungen, Anmerkungen) | Anmerkungen                                                               |
| Jahr | Titel                      | DE | AT | CH | UK | US | Anmerkungen                                                               |
| ---- | -------------------------- | --- | --- | --- | --- | --- | ------------------------------------------------------------------------- |
| 1973 | These Foolish Things       | — | — | — | UK5 Gold · (42 Wo.)UK | — | Erstveröffentlichung: 5. Oktober 1973                                     |
| 1974 | Another Time Another Place | — | — | — | UK4 Gold · (25 Wo.)UK | — | Erstveröffentlichung: 5. Juli 1974                                        |
| 1976 | Let’s Stick Together       | — | — | — | UK19 (5 Wo.)UK | US160 (5 Wo.)US | Erstveröffentlichung: 10. September 1976                                  |
| 1977 | In Your Mind               | — | AT17 (8 Wo.)AT | — | UK5 Gold · (17 Wo.)UK | US126 (5 Wo.)US | Erstveröffentlichung: Februar 1977                                        |
| 1978 | The Bride Stripped Bare    | — | — | — | UK13 Silber · (5 Wo.)UK | US159 (5 Wo.)US | Erstveröffentlichung: September 1978                                      |
| 1985 | Boys and Girls             | DE9 (25 Wo.)DE | AT15 (8 Wo.)AT | CH9 (11 Wo.)CH | UK1 Platin · (44 Wo.)UK | US63 Gold · (25 Wo.)US | Erstveröffentlichung: 3. Juni 1985                                        |
| 1987 | Bête Noire                 | DE21 (15 Wo.)DE | — | CH21 (4 Wo.)CH | UK9 Gold · (16 Wo.)UK | US63 (31 Wo.)US | Erstveröffentlichung: 2. November 1987                                    |
| 1993 | Taxi                       | DE26 (10 Wo.)DE | AT24 (9 Wo.)AT | CH35 (1 Wo.)CH | UK2 Gold · (14 Wo.)UK | US79 (8 Wo.)US | Erstveröffentlichung: 10. März 1993                                       |
| 1994 | Mamouna                    | DE38 (10 Wo.)DE | AT33 (5 Wo.)AT | — | UK11 (4 Wo.)UK | US94 (5 Wo.)US | Erstveröffentlichung: 31. August 1994                                     |
| 1999 | As Time Goes By            | DE22 (24 Wo.)DE | AT28 (5 Wo.)AT | — | UK16 Gold · (14 Wo.)UK | US195 (1 Wo.)US | Erstveröffentlichung: 14. Oktober 1999                                    |
| 2002 | Frantic                    | DE12 (10 Wo.)DE | AT6 (11 Wo.)AT | CH26 (6 Wo.)CH | UK6 Silber · (5 Wo.)UK | US189 (1 Wo.)US | Erstveröffentlichung: 15. April 2002                                      |
| 2007 | Dylanesque                 | DE18 (8 Wo.)DE | AT18 (5 Wo.)AT | CH50 (3 Wo.)CH | UK5 Silber · (11 Wo.)UK | US117 (2 Wo.)US | Erstveröffentlichung: 5. März 2007                                        |
| 2010 | Olympia                    | DE15 (4 Wo.)DE | AT29 (3 Wo.)AT | CH37 (3 Wo.)CH | UK19 (3 Wo.)UK | US71 (2 Wo.)US | Erstveröffentlichung: 25. Oktober 2010                                    |
| 2012 | The Jazz Age               | DE91 (1 Wo.)DE | — | — | UK50 (2 Wo.)UK | — | Erstveröffentlichung: 26. November 2012 als/mit The Bryan Ferry Orchestra |
| 2014 | Avonmore                   | DE23 (3 Wo.)DE | AT34 (1 Wo.)AT | CH37 (1 Wo.)CH | UK19 (7 Wo.)UK | US72 (1 Wo.)US | Erstveröffentlichung: 17. November 2014                                   |
| 2018 | Bitter-Sweet               | DE46 (5 Wo.)DE | AT28 (3 Wo.)AT | CH80 (2 Wo.)CH | UK60 (1 Wo.)UK | — | Erstveröffentlichung: 30. November 2018                                   |

grau schraffiert: keine Chartdaten aus diesem Jahr verfügbar

### Livealben
| Jahr | Titel                              | Höchstplatzierung, Gesamtwochen, AuszeichnungChartplatzierungen (Jahr, Titel, Platzierungen, Wochen, Auszeichnungen, Anmerkungen) | Höchstplatzierung, Gesamtwochen, AuszeichnungChartplatzierungen (Jahr, Titel, Platzierungen, Wochen, Auszeichnungen, Anmerkungen) | Höchstplatzierung, Gesamtwochen, AuszeichnungChartplatzierungen (Jahr, Titel, Platzierungen, Wochen, Auszeichnungen, Anmerkungen) | Anmerkungen                           |
| Jahr | Titel                              | DE | AT | UK | Anmerkungen                           |
| ---- | ---------------------------------- | --- | --- | --- | ------------------------------------- |
| 2020 | Live at the Royal Albert Hall 1974 | DE46 (1 Wo.)DE | AT30 (1 Wo.)AT | UK18 (1 Wo.)UK | Erstveröffentlichung: 7. Februar 2020 |
| 2021 | Royal Albert Hall 2020             | — | — | UK18 (1 Wo.)UK | Erstveröffentlichung: 2. April 2021   |

Weitere Livealben
- 2013: Live in Lyon (CD + DVD)
- 2016: Live 2015

### Kompilationen
| Jahr | Titel                                                | Höchstplatzierung, Gesamtwochen, AuszeichnungChartplatzierungen (Jahr, Titel, Platzierungen, Wochen, Auszeichnungen, Anmerkungen) | Höchstplatzierung, Gesamtwochen, AuszeichnungChartplatzierungen (Jahr, Titel, Platzierungen, Wochen, Auszeichnungen, Anmerkungen) | Höchstplatzierung, Gesamtwochen, AuszeichnungChartplatzierungen (Jahr, Titel, Platzierungen, Wochen, Auszeichnungen, Anmerkungen) | Höchstplatzierung, Gesamtwochen, AuszeichnungChartplatzierungen (Jahr, Titel, Platzierungen, Wochen, Auszeichnungen, Anmerkungen) | Anmerkungen                             |
| Jahr | Titel                                                | DE | AT | CH | UK | Anmerkungen                             |
| ---- | ---------------------------------------------------- | --- | --- | --- | --- | --------------------------------------- |
| 2000 | Slave to Love – The Best of the Ballads              | DE16 (12 Wo.)DE | — | CH88 (1 Wo.)CH | UK11 Gold · (12 Wo.)UK | Erstveröffentlichung: Juli 2000         |
| 2004 | The Platinum Collection (Bryan Ferry und Roxy Music) | — | — | — | UK17 Gold · (5 Wo.)UK | Erstveröffentlichung: 7. Juni 2004      |
| 2009 | The Best Of                                          | — | — | — | UK95 (1 Wo.)UK | Erstveröffentlichung: 23. November 2009 |
| 2024 | Retrospective – Selected Recordings 1973–2023        | DE15 (1 Wo.)DE | AT20 (1 Wo.)AT | CH65 (1 Wo.)CH | UK57 (1 Wo.)UK | Erstveröffentlichung: 25. Oktober 2024  |

Weitere Kompilationen
- 1986: Street Life – 20 Great Hits (Bryan Ferry und Roxy Music – mit 6 Solosongs von Ferry) (UK: Platin)
- 1988: The Ultimate Collection with Roxy Music (Bryan Ferry und Roxy Music) (UK: Platin)
- 1995: The Best of Bryan Ferry + Roxy Music (Bryan Ferry und Roxy Music)
- 1997: Tokyo Joe – The Best of Bryan Ferry & Roxy Music (Bryan Ferry und Roxy Music)
- 1998: The Greatest
- 2004: The Collection

### Remixalben
- 2011: Olympia Remixes
- 2016: Avonmore

### EPs
| Jahr | Titel         | Höchstplatzierung, Gesamtwochen, AuszeichnungChartsChartplatzierungen (Jahr, Titel, Platzierungen, Wochen, Auszeichnungen, Anmerkungen) | Anmerkungen                         |
| Jahr | Titel         | UK | Anmerkungen                         |
| ---- | ------------- | --- | ----------------------------------- |
| 1976 | Extended Play | UK7 (9 Wo.)UK | Erstveröffentlichung: 30. Juli 1976 |

Weitere EPs
- 2022: Love Letters

### Singles
| Jahr | Titel Album                                                     | Höchstplatzierung, Gesamtwochen, AuszeichnungChartplatzierungen (Jahr, Titel, Album, Platzierungen, Wochen, Auszeichnungen, Anmerkungen) | Höchstplatzierung, Gesamtwochen, AuszeichnungChartplatzierungen (Jahr, Titel, Album, Platzierungen, Wochen, Auszeichnungen, Anmerkungen) | Höchstplatzierung, Gesamtwochen, AuszeichnungChartplatzierungen (Jahr, Titel, Album, Platzierungen, Wochen, Auszeichnungen, Anmerkungen) | Höchstplatzierung, Gesamtwochen, AuszeichnungChartplatzierungen (Jahr, Titel, Album, Platzierungen, Wochen, Auszeichnungen, Anmerkungen) | Höchstplatzierung, Gesamtwochen, AuszeichnungChartplatzierungen (Jahr, Titel, Album, Platzierungen, Wochen, Auszeichnungen, Anmerkungen) | Anmerkungen                          |
| Jahr | Titel Album                                                     | DE | AT | CH | UK | US | Anmerkungen                          |
| ---- | --------------------------------------------------------------- | --- | --- | --- | --- | --- | ------------------------------------ |
| 1973 | A Hard Rain’s a Gonna Fall These Foolish Things                 | DE42 (1 Wo.)DE | — | — | UK10 (9 Wo.)UK | — | Erstveröffentlichung: 1973           |
| 1974 | The ’in’ Crowd Another Time Another Place                       | — | — | — | UK13 (6 Wo.)UK | — | Erstveröffentlichung: 1974           |
| 1974 | Smoke Gets in Your Eyes Another Time Another Place              | — | — | — | UK17 (8 Wo.)UK | — | Erstveröffentlichung: 1974           |
| 1975 | You Go to My Head Let’s Stick Together                          | — | — | — | UK33 (3 Wo.)UK | — | Erstveröffentlichung: 1975           |
| 1975 | Let’s Stick Together (Let’s Work Together) Let’s Stick Together | DE47 (3 Wo.)DE | — | — | UK4 Silber · (10 Wo.)UK | — | Erstveröffentlichung: 1975           |
| 1976 | Heart on My Sleeve Let’s Stick Together                         | — | — | — | — | US86 (4 Wo.)US | Erstveröffentlichung: Dezember 1976  |
| 1977 | This Is Tomorrow In Your Mind                                   | — | AT17 (4 Wo.)AT | — | UK9 (9 Wo.)UK | — | Erstveröffentlichung: 1977           |
| 1977 | Tokyo Joe In Your Mind                                          | — | — | — | UK15 (7 Wo.)UK | — | Erstveröffentlichung: Mai 1977       |
| 1978 | What Goes On The Bride Stripped Bare                            | — | — | — | UK67 (2 Wo.)UK | — | Erstveröffentlichung: 1978           |
| 1978 | Sign of the Times The Bride Stripped Bare                       | — | — | — | UK37 (8 Wo.)UK | — | Erstveröffentlichung: 1978           |
| 1985 | Slave to Love Boys and Girls                                    | DE30 (11 Wo.)DE | — | CH18 (5 Wo.)CH | UK10 Silber · (9 Wo.)UK | — | Erstveröffentlichung: 28. April 1985 |
| 1985 | Don’t Stop the Dance Boys and Girls                             | DE45 (7 Wo.)DE | — | — | UK21 (7 Wo.)UK | — | Erstveröffentlichung: 1985           |
| 1985 | Windswept Boys and Girls                                        | — | — | — | UK46 (3 Wo.)UK | — | Erstveröffentlichung: 1985           |
| 1986 | Is Your Love Strong Enough –                                    | — | — | — | UK22 (7 Wo.)UK | — | Erstveröffentlichung: 1986           |
| 1987 | The Right Stuff Bête Noire                                      | — | — | — | UK37 (7 Wo.)UK | — | Erstveröffentlichung: 1987           |
| 1988 | Kiss and Tell Bête Noire                                        | — | — | — | UK41 (5 Wo.)UK | US31 (13 Wo.)US | Erstveröffentlichung: Februar 1988   |
| 1988 | Limbo Bête Noire                                                | — | — | — | UK86 (3 Wo.)UK | — | Erstveröffentlichung: 1988           |
| 1988 | Let’s Stick Together ’88 –                                      | — | — | — | UK12 (7 Wo.)UK | — | Erstveröffentlichung: 1988           |
| 1989 | The Price of Love ’89 –                                         | — | — | — | UK49 (3 Wo.)UK | — | Erstveröffentlichung: 1989           |
| 1989 | He’ll Have to Go The Ultimate Collection                        | — | — | — | UK63 (2 Wo.)UK | — | Erstveröffentlichung: 1989           |
| 1993 | I Put a Spell on You Taxi                                       | DE53 (12 Wo.)DE | — | — | UK18 (5 Wo.)UK | — | Erstveröffentlichung: 1993           |
| 1993 | Will You Love Me Tomorrow Taxi                                  | DE79 (4 Wo.)DE | — | — | UK23 (5 Wo.)UK | — | Erstveröffentlichung: 1993           |
| 1993 | Girl of My Best Friend Taxi                                     | — | — | — | UK57 (2 Wo.)UK | — | Erstveröffentlichung: 1993           |
| 1994 | Your Painted Smile Mamouna                                      | — | — | — | UK52 (2 Wo.)UK | — | Erstveröffentlichung: 1994           |
| 1995 | Mamouna                                                         | — | — | — | UK57 (2 Wo.)UK | — | Erstveröffentlichung: 1995           |
| 1996 | Dance with Life –                                               | DE92 (4 Wo.)DE | — | — | — | — | Erstveröffentlichung: 1996           |
| 1999 | As Time Goes By                                                 | — | — | — | UK89 (1 Wo.)UK | — | Erstveröffentlichung: 1999           |
| 2002 | Goddess of Love Frantic                                         | — | — | — | UK82 (1 Wo.)UK | — | Erstveröffentlichung: 2002           |

Weitere Singles
- 1978: Carrickfergus
- 1978: Hold On (I’m Coming)
- 1986: Help Me
- 1987: Seven Deadly Sins
- 1994: Live Glasgow 1988
- 1994: N.Y.C.
- 1994: Don’t Want to Know
- 2000: Crazy Love
- 2002: It’s All Over Now, Baby Blue
- 2002: One Way Love
- 2002: A Fool for Love
- 2002: Nobody Loves Me
- 2002: Frantic
- 2007: Simple Twist of Fate
- 2007: The Times They Are A-Changin’
- 2010: You Can Dance
- 2010: Shameless
- 2011: Alphaville
- 2011: BF Bass (Ode to Olympia)
- 2014: Johnny and Mary (Todd Terje feat. Bryan Ferry)

### Videoalben
- 1989: New Town
- 1996: Video Collection (Bryan Ferry und Roxy Music)
- 2001: Live in Paris
- 2007: Dylanesque Live – The London Sessions
- 2008: The Bête Noire Tour

## Auszeichnungen für Musikverkäufe
| Goldene Schallplatte - Frankreich - 1985: für das Album Boys and Girls - 1994: für das Album The Ultimate Collection with Roxy Music - Neuseeland - 1985: für das Album Boys and Girls - 1995: für das Album The Best of Bryan Ferry + Roxy Music - 2000: für das Album As Time Goes By - Spanien - 2024: für die Single Slave to Love Platin-Schallplatte - Argentinien - 2006: für das Album As Time Goes By - Japan - 1997: für die Single Tokyo Joe - Neuseeland - 1986: für das Album Street Life – 20 Great Hits | 2× Platin-Schallplatte - Australien - 1994: für das Album The Ultimate Collection with Roxy Music - Neuseeland - 1989: für das Album The Ultimate Collection with Roxy Music 3× Platin-Schallplatte - Spanien - 2000: für das Album Slave to Love – The Best of the Ballads |

Anmerkung: Auszeichnungen in Ländern aus den Charttabellen bzw. Chartboxen sind in ebendiesen zu finden.
| Land/RegionAuszeichnungen für Musikverkäufe (Land/Region, Auszeichnungen, Verkäufe, Quellen) | Silber     | Gold       | Platin       | Verkäufe  | Quellen                     |
| -------------------------------------------------------------------------------------------- | ---------- | ---------- | ------------ | --------- | --------------------------- |
| Argentinien (CAPIF)                                                                          | —          | —          | Platin1      | 40.000    | capif.org.ar                |
| Australien (ARIA)                                                                            | —          | —          | 2× Platin2   | 140.000   | aria.com.au                 |
| Frankreich (SNEP)                                                                            | —          | 2× Gold2   | —            | 200.000   | infodisc.fr snepmusique.com |
| Japan (RIAJ)                                                                                 | —          | —          | Platin1      | 100.000   | riaj.or.jp                  |
| Neuseeland (RMNZ)                                                                            | —          | 3× Gold3   | 3× Platin3   | 85.000    | aotearoamusiccharts.co.nz   |
| Spanien (Promusicae)                                                                         | —          | Gold1      | 3× Platin3   | 330.000   | elportaldemusica.es         |
| Vereinigte Staaten (RIAA)                                                                    | —          | Gold1      | —            | 500.000   | riaa.com                    |
| Vereinigtes Königreich (BPI)                                                                 | 5× Silber5 | 8× Gold8   | 3× Platin3   | 2.330.000 | bpi.co.uk                   |
| Insgesamt                                                                                    | 5× Silber5 | 15× Gold15 | 13× Platin13 |           |                             |

## Filmografie
- 1980: Petit déjeuner compris
- 2005: Breakfast on Pluto
- 2017: Babylon Berlin (Cameo-Auftritt als Varieté-Sänger)